# Pronásledování Židů během černé smrti

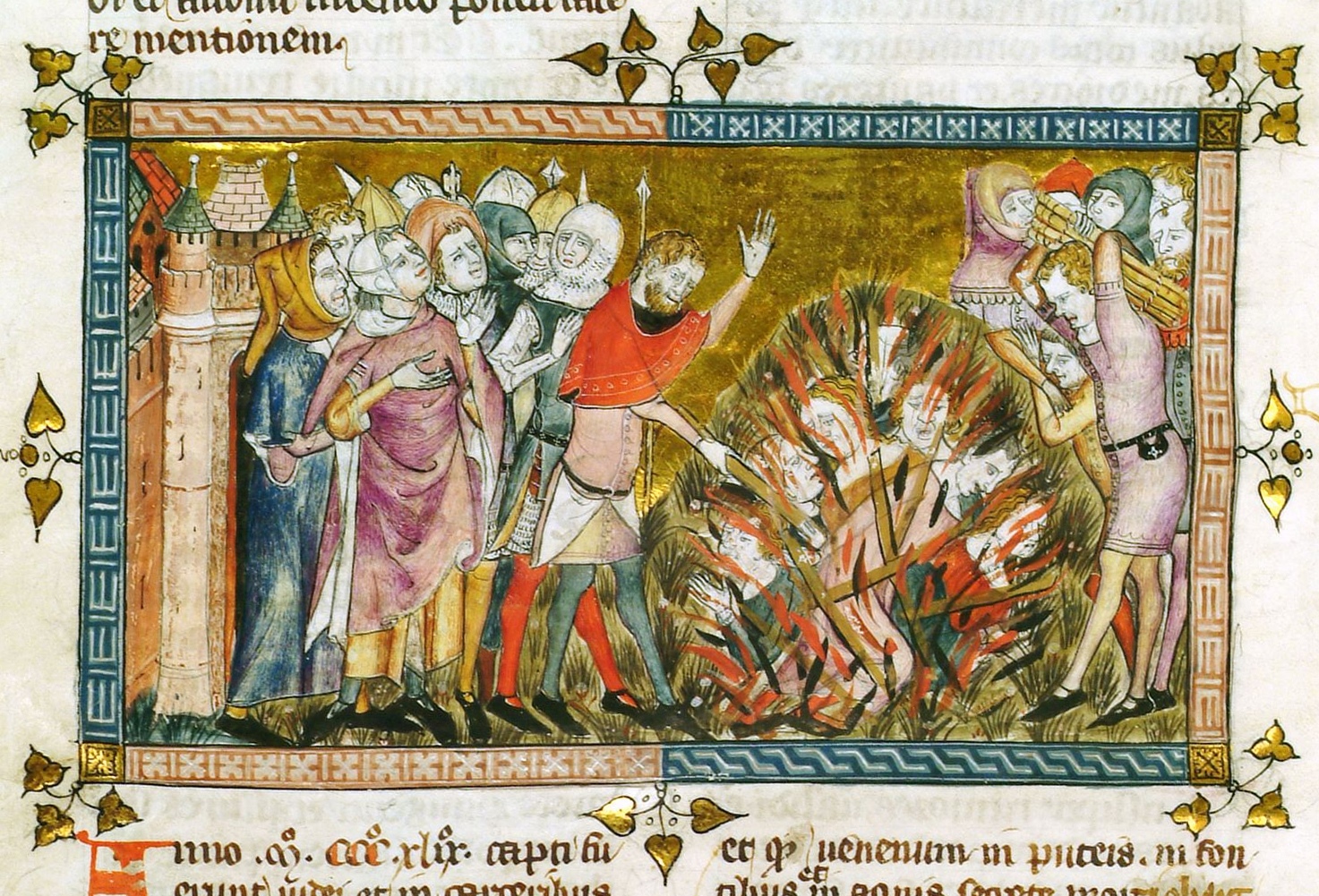
Znázornění masakru Židů v roce 1349, Antiquitates Flandriae (manuskript, 1376/1377, uložen v Belgické královské knihovně)

Pronásledování Židů během černé smrti sestávalo ze série násilných masových útoků a masakrů. Židovské komunity byly často obviňovány z vypuknutí moru v Evropě. V letech 1348 až 1351 došlo k násilnostem v Toulonu, Barceloně, Erfurtu, Basileji, Frankfurtu, Štrasburku a na dalších místech. Pronásledování vedlo k velké migraci Židů do jagellonského Polska a Litevského velkoknížectví. O masakrech Židů během moru existuje jen velmi málo svědectví zaznamenaných samotnými Židy.

## Pozadí
Oficiální politika církve, která byla částečně odůvodněna tím, že Ježíš byl Žid, byla chránit Židy. V praxi se však Židé často stávali terčem křesťanské nenávisti. Když se v polovině 14. století Evropou přehnal mor a vyhladil téměř polovinu populace, lidé měli jen málo vědeckých znalostí o nemocech a hledali pro tuto epidemii vysvětlení. Na rozdíl od západní Evropy nežila ve středověkém Rusu židovská populace, a tak když se černá smrt přehnala Ruskem, byli za viníky někdy veřejností označováni Tataři.
Židé byli často používáni jako obětní beránci a mezi lidmi se šířila falešná obvinění, že nemoc způsobili úmyslnou otravou studní. Bylo to pravděpodobně proto, že židovská komunita byla morovou epidemií zasažena méně než ostatní obyvatelstvo. Navíc se někteří Židé rozhodli nepoužívat běžné veřejné studny, které se nacházely ve městech. Židé byli navíc v některých případech i mučením nuceni k přiznání, že studně otrávili.

## Pronásledování a masakry

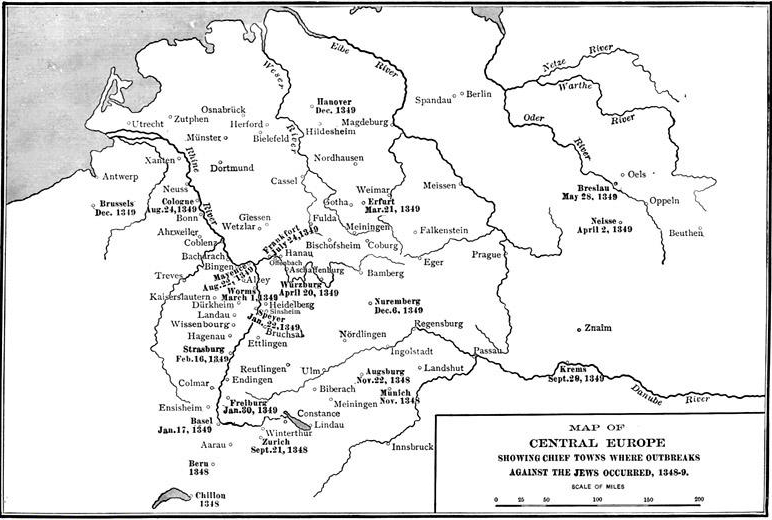
Mapa střední Evropy, kde během epidemie došlo k pogromům

První masakr přímo související s morem se odehrál v dubnu 1348 v Toulonu, kde byla vypleněna židovská čtvrť a čtyřicet Židů bylo zavražděno ve svých domovech. Krátce nato vypuklo násilí v Barceloně a v dalších katalánských městech. Další pogromy se odehrály ve Francii během vrcholící epidemie v dubnu a květnu 1348. V roce 1349 se masakry a pronásledování Židů rozšířilo po celé Evropě. Došlo k masakru v Erfurtu, Curychu, Basileji a také v Aragonském království, ve Fuldě a ve Flanderském hrabství. Dne 14. února 1349 bylo přibližně dva tisíce Židů upáleno zaživa při "valentýnském" masakru ve Štrasburku, kde mor ještě město ani nezasáhl. Zatímco popel ještě doutnal, křesťanští obyvatelé města prohledávali a shromažďovali cennosti zavražděných Židů, které nebyly zničeny požárem. V září 1349 bylo na hradě Kyburg ležícím východně od Curychu upáleno 330 Židů. V tomto období bylo zničeno mnoho stovek židovských komunit. Mezi Židy v tomto období docházelo i k sebevraždám, aby se vyhnuli pronásledování.
Na jaře roku 1349 byla židovská komunita ve Frankfurtu nad Mohanem vyhlazena. Následovalo zničení židovských komunit v Mohuči a v Kolíně nad Rýnem. Třítisícová populace žijící v Mohuči se zpočátku bránila a podařilo se jí odrazit křesťanské útočníky. Křesťanům se však nakonec podařilo obyvatele židovského ghetta přemoci a všechny Židy povraždit.
Ve Špýru byly mrtvoly Židů ukládány do sudů na víno a vhazovány do Rýna. Koncem roku 1349 nejhorší pogromy v Porýní skončily. Masakry Židů se však začaly zvyšovat v blízkosti hanzovních měst na pobřeží Baltského moře a ve východní Evropě. Do roku 1351 došlo k 350 případům protižidovských pogromů a bylo vyhlazeno 60 velkých a 150 menších židovských komunit.

## Příčiny
Existuje mnoho možných důvodů, proč byli Židé obviňováni ze zapříčinění moru. Ve 14. století byl rozšířený antisemitismus a v některých oblastech byl mor označován za dílo Židů jako odplata za zlé chování umírajících. Jako důvod bylo uváděno i ukrývání "nepřátel Krista". Někteří autoři tvrdili, že Židé, kteří nebyli zabiti, měli ve skutečnosti větší šanci mor přežít díky větší čistotě, hygieně a dodržování zákonů kašrutu. David Nirenberg, děkan Divinity School Chicagské univerzity a specialista na středověké židovské dějiny, pochyboval o tom, zda pro toto tvrzení existují věrohodné důkazy. Dalším důvodem k odmítnutí této teorie je, že mor se šířil štípáním blechami, které by mytí rukou neovlivnilo. Komunity, které si práce Židů ve městě více vážily, Židy méně pronásledovali.

## Reakce vlád
V mnoha městech civilní úřady buď udělaly jen málo pro ochranu židovských komunit, nebo útočníkům přímo napomáhaly. Útoky vedly k přesunu severoevropských Židů na východ do Polska a Litvy, kde zůstali dalších 600 let. Polský král Kazimír III. s nadšením poskytl Židům útočiště a ochranu. Což bylo v souladu s jeho předchozími edikty týkajících se Židů. Dne 9. října 1334 Kazimír III. potvrdil privilegia udělená Židům v roce 1264 Boleslavem V. Stydlivým. Pod trestem smrti zakázal únosy židovských dětí za účelem vynuceného křesťanského křtu a uložil přísné tresty za znesvěcení židovských hřbitovů. Král byl již tehdy Židům příznivě nakloněn. Zajímal se také o využití ekonomického potenciálu Židů.

## Reakce církve
Papež Klement VI. (benediktin francouzského původu, jehož rodné jméno bylo Pierre Roger) se pokusil ochránit židovské komunity vydáním dvou papežských bul v roce 1348, a to 6. července a 26. září. Buly uváděly, že ti, kdo z moru vinili Židy, byli "svedeni tímto lhářem, ďáblem". Dále zdůraznil, že "nemůže být pravda, že Židé tak ohavným zločinem jsou příčinou nebo důvodem moru, protože v mnoha částech světa tentýž mor, skrytým Božím soudem, postihl a postihuje samotné Židy a mnoho dalších ras, které s nimi nikdy nežily." Naléhal na duchovenstvo, aby podniklo kroky na ochranu Židů, a nabídl jim papežskou ochranu ve městě Avignon. Klementovi pomohl výzkum jeho osobního lékaře Guye de Chauliac, který na základě vlastní léčby nakažených argumentoval, že Židé nenesou za mor vinu.
Vliv Klementa VI. a církve na velkou část západní Evropy se ukázal jako omezený, a proto mnoho jejich pokusů o ochranu Židů bylo marných. To však nebyl případ v oblastech, kde měl papež podstatně větší vliv, například v Avignonu papež zachránil mnoho židovských životů.

## Důsledky
S tím, jak mor v roce 1350 ustupoval, ustupovalo i násilí páchané na židovských komunitách. V roce 1351 mor a zvýšené pronásledování Židů skončily, ačkoli základní úroveň pronásledování a diskriminace přetrvávala. Ziegler v práci z roku 1998 poznamenal, že "na masakrech nebylo nic jedinečného". Například masakr v Bruselu v roce 1370, ke kterému došlo dvacet let po konci epidemie, vyhladil belgickou židovskou komunitu. V roce 1401 došlo k masakru v Schaffhausenu. V roce 1634 byly vydány příkazy k definitivnímu vyhoštění Židů z Curychu. Ty přispěly k masové migraci do východní Evropy. Poslední případ nastal poté, co byl Eiron (Aaron) z Lengnau obviněn a popraven za rouhání.
Jedním z nejvýznamnějších dlouhodobých důsledků černí smrti v Evropě byla migrace Židů do Polska. Jejich migrace do Polska byla pokusem uniknout pronásledování, kterému byli vystaveni v západní Evropě. Tato událost je jedním z hlavních faktorů, které přispěly k existenci velké židovské populace v Polsku na počátku 20. století. V době nástupu Adolfa Hitlera k moci žilo v Polsku přibližně 3,5 milionu Židů.